# تلسکوپ (صورت فلکی)
تلسکوپ (به انگلیسی: Telescopium) یکی از صور فلکی جنوبی است و توسط نیکلای لوئیس د لاکایله (به فرانسوی: Nicolas Louis de Lacaille) نجوم دان قرن هجدهم و فرانسوی نامگذاری شد که از معدال یونانی کلمه تلسکوپ گرفته شده است.این صورت فلکی از دریای مدیترانه دیده نمی‌شود به همین دلیل افسانه‌ای برای آن تعریف نشده است.

## ستارگان با نام خاص
ستاره آلفا تلسکوپ نامی چینی به نام وِ(we) دارد که به معنی خطر است و بتا تسلسکوپ نیز نامی چینی به نام چوآن شو (Chuen Shwo) که یک نام افسانهای است.